# Kloster Lehnin (kommune)
Lehnin eller Kloster Lehnin er en by i landkreis Potsdam-Mittelmark i den tyske delstat Brandenburg. Den ligger 15 kilometer sydøst for Brandenburg an der Havel, omkring 25 kilometer sydvest for Potsdam og omkring 50 kilometer fra Berlin.
Byen ere bedst kendt for det godt 825 år gamle cistercienserkloster Kloster Lehnin som er det ældste kloster i Brandenburg og blev grundlagt i 1180 markgreve Otto 1. af Brandenburg.
- Wikimedia Commons har flere filer relateret til Kloster Lehnin (kommune)